# Marijan Bizanti
Marijan Bizanti (Kotor, početak 16. st. – Kotor, oko 1572.), hrvatski humanist i pjesnik iz Crne Gore. Službovao u rodnome Kotoru; pjesme su mu izgubljene.
Iz obitelji Bizanti, plemićke obitelji Hrvata iz Kotora.
Poput drugih članova obitelji Bizanti školovao se u Kotoru i u Italiji, vjerojatno u Padovi, gdje je prema kasnijim službama u domovini zasigurno studirao pravo. U rodnom gradu obavljao je administrativne i pravne službe. Više je puta bio sudac, zatim općinski odvjetnik, nadzornik Lazareta i pekara te kao ugledni građanin član Velikoga vijeća (1552), Vijeća umoljenih i Maloga vijeća (1553., 1557.). U kotorskom arhivu ima relativno dosta podataka o njemu, no o njegovu pjesničkom radu gotovo se ništa ne zna, niti je do danas što sačuvano. Ipak, iz triju elegija koje mu je posvetio Lj. Paskvalić, očigledno je da se bavio pjesništvom i s Paskvalićem razmjenjivao pjesme. Dvije od tih elegija (jedna od 37, druga od 19 distiha) objavljene su u zbirci Ludovici Pascalis, Iulii Camilli, Molsae, et aliorum illustrium poetarum. Carmina (Venecija, 1 i 2, 1551) pod zajedničkim naslovom Ad Marianum Bizantium. Prijepis ovih dviju elegija zajedno s rukopisom treće, posvećene Bizantiju (od 23 distiha), nalazi se u rukopisnoj zbirci Carmina (prijepis iz 1812) koja sadržava i neke neobjavljene Paskvalićeve pjesme (Knjižnica Male braće u Dubrovniku). Kako Paskvalić u sve tri pjesme govori ponajviše o sebi i svojim dogodovštinama, o samom se Bizantiju ne doznaje mnogo, no svakako dovoljno da, zbog bliskih veza s Paskvalićem koji ga je kao obrazovana čovjeka očito cijenio, bude ubrojen u redove kotorskih humanista.
LIT.: Franjo Marija Appendini: Memorie spettanti ad alcuni uomini illustri di Cattaro. Dubrovnik 1811, 33–36. — Đuro Körbler: Talijansko pjesništvo u Dalmaciji 16. vijeka, napose u Kotoru i Dubrovniku. Rad JAZU, 1916, 212, str. 8, 9 i 43–44. — Risto Kovijanić: Kotorski pjesnici – humanisti (po podacima iz Kotorskog arhiva). Stvaranje, 8(1953) 1/2, str. 59. — Isti: Pomeni crnogorskih plemena u kotorskim spomenicima (XIV–XVI vijek) 1. Cetinje 1963, 70 i 94. — Isti: Književnost Kotora. Kotor 1970, 115. — Isti: Kotorski medaljoni. Beograd 1976, 155–156. — Radoslav Rotković: Crnogorsko književno nasljeđe. Titograd 1976, 115 i 118.